# Golful Zuiderzee
.

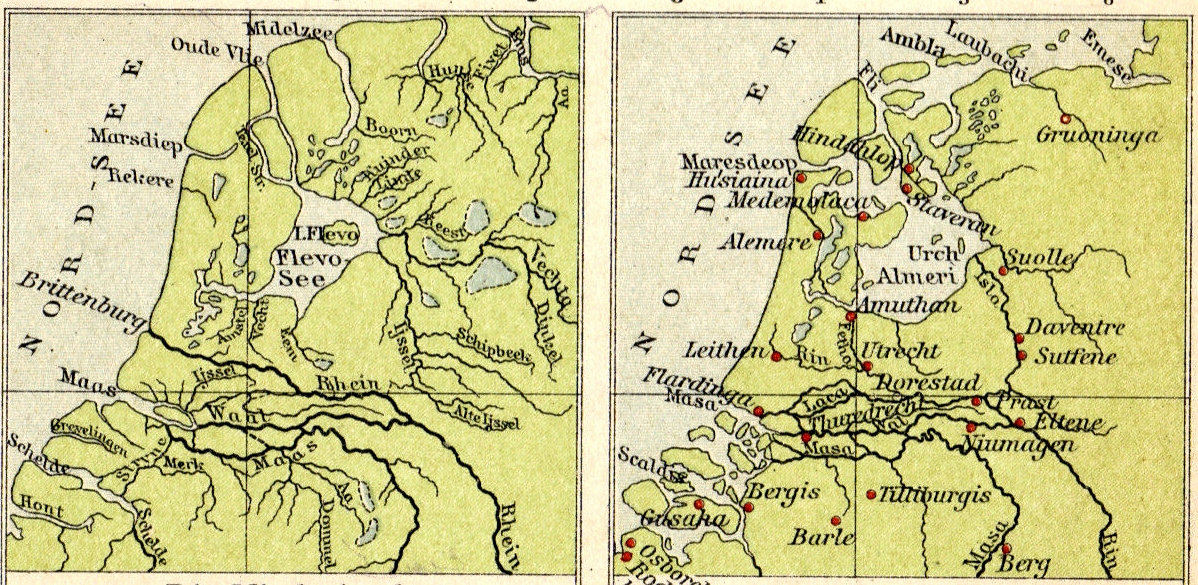
Evoluția golfului Zuiderzee în mileniul I

Harta lacului IJsselmeer (cu verde-închis zonele îndiguite și transformate în uscat - Flevoland, Noordoostpolder și Wieringermeer

Zuiderzee era un golf care s-a format în Țările de Jos în urma prăbușirii naturale a unui dig, în 14 decembrie 1287. Cu această ocazie au murit circa 50.000 de oameni, iar orașul Amsterdam a obținut ieșire la mare, creându-i-se perspective de dezvoltare.
Prin îndiguiri și desecări, o parte din fostul golf Zuiderzee a devenit uscat, aflat la 10-23 m sub nivelul Mării Nordului.
Zuiderzee era un golf al Mării Nordului, în nord-vestul Olandei, care se întindea pe o distanță de aproximativ 100 km și avea o lățime de cel mult 50 km. Acoperea 5.000 km2. Numele său înseamnă "marea sudică" în limba neerlandeză, indicând faptul că numele provine din Frizia.

## Geografie și dezvoltare
În jurul Zuiderzee-ului au crescut numeroase sate de pescuit, iar câteva s-au dezvoltat în orașe cu legături comerciale extinse, în special Kampen, și mai târziu și din Olanda, cum ar fi Amsterdam, Hoorn și Enkhuizen. Aceste orașe făceau comerț la început cu porturi de la Marea Baltică, în Anglia și în Liga Hanseatică, dar mai târziu și cu restul lumii, când Țările de Jos și-au stabilit un imperiu colonial. Când acel comerț lucrativ s-a diminuat, majoritatea orașelor s-au reîntors în domeniul pescuitului și în industrie până în secolul al XX-lea, când turismul a devenit principala sursă de venit.
Zuiderzee avea cinci insule mici, rămășițele unor insule mai mari, peninsulele conectate la continent sau în cazul insulei artificiale Pampus. Locuitorii acestor insule, de asemenea, au subscris în special în domeniul pescuitului și al industriilor conexe. Toate aceste insule, cu excepția lui Pampus, fac parte acum din continent sau sunt legate de el.
Construcția la începutul secolului al XX-lea a unui baraj mare de închidere (Afsluitdijk) a ''îmblânzit'' Zuiderzee-ul. Crearea acestui baraj a fost un răspuns la inundațiile din ianuarie 1916. Planurile de închidere a Zuiderzee-ului au fost făcute cu peste treizeci de ani mai devreme, dar nu au trecut atunci în parlament. După finalizarea barajului Afsluitdijk în 1932 Zuiderzee a devenit o întindere de apă dulce - IJsselmeer, iar suprafețe mari au putut fi recuperate pentru agricultură și construcții. Aceste zone, cunoscute sub denumirea de poldere, erau Wieringermeer, Noordoostpolder și Flevoland.
Acest proiect enorm, condus de Cornelis Lely, numit Lucrările Zuiderzee, a avut loc între 1919 și 1986, culminând cu crearea noii provincii Flevoland. Proiectul de recuperare a fost inițial destinat recuperării, de asemenea, a fostei porțiuni sud-vest a Zuiderzee, un polder care ar fi fost numit Markerwaard, dar această etapă finală a proiectului de recuperare a fost amânată pe o perioadă nedeterminată în anii 1980.

## Istoria și dezastrele
În vremurile clasice exista deja un corp de apă în această locație, numită Lacus Flevo de către autorii romani. Era mult mai mic decât formele sale ulterioare, iar legătura cu marea principală era mult mai îngustă; poate că a fost un complex de lacuri și mlaștini și canale, mai degrabă decât un lac.
De-a lungul timpului aceste lacuri și-au erodat treptat țărmurile moi și s-au răspândit (un proces cunoscut sub numele de Waterwolf). Unele părți din această zonă de apă au fost mai târziu numite Vlie; probabil a intrat în mare prin ceea ce este acum canalul Vliestroom între insulele Vlieland și Terschelling.
Marsdiep a fost odată un râu (Fluvium Maresdeop) care poate fi distribuit în Vlie. În Evul Mediu timpuriu, acest lucru a început să se schimbe pe măsura creșterii nivelului mării, iar furtunile au început să spele în mare zonele de coastă care constau în principal din turbării. În această perioadă, golful era menționat ca Almere, indicând că era mai mult un lac, dar gura și mărimea admisiei au fost mult mai largi în secolul al XII-lea și mai ales după o inundație dezastruoasă din 1282. Dezastrul a marcat creșterea Amsterdamului, la capătul sud-vest al golfului, deoarece traficul maritim al comerțului baltic era pus in mișcare acum.
Inundația și mai masivă a ''Sfintei Lucia'' a avut loc la 14 decembrie 1287, când faleza s-a distrus în timpul unei furtuni, murind aproximativ 50.000 până la 80.000 de oameni în cea de-a cincea cea mai mare inundație din istoria scrisă. Numele de "Zuiderzee" a intrat în uz general în această perioadă.
Mărimea acestei insule a rămas în mare parte stabilă încă din secolul al XV-lea, datorită îmbunătățirii digurilor, dar când furtunile împingeau apa din Marea Nordului în Zuiderzee se ajungea în mod frecvent la inundații și la scufundarea navelor. De exemplu, la 18 noiembrie 1421 s-a produs o spărtură la digul în jurul Zuiderzee, fiind inundate 72 de sate și murind circa 10.000 de oameni. Aceasta a fost a doua inundație sub numele de Sf. Elisabeta (1421).
Țările de Jos a făcut parte din primul imperiu francez între 1810 și 1813. Un département a fost format în 1811 și a fost numit Zuyderzée după Zuiderzee, teritoriu ce a corespuns în mare măsură provinciilor actuale Olanda de Nord și Utrecht.
În 1928 evenimentele de navigație de 6 metri și 8 metri de la Jocurile Olimpice de Vară de la Amsterdam au avut loc la Zuiderzee.